# Podium batesianum
Podium batesianum là một loài côn trùng cánh màng trong họ Sphecidae, thuộc chi Podium. Loài này được W. Schulz miêu tả khoa học đầu tiên năm 1904.